# Bouloc (Górna Garonna)
Bouloc – miejscowość i gmina we Francji, w regionie Oksytania, w departamencie Górna Garonna.
Według danych na rok 1990 gminę zamieszkiwało 2257 osób, a gęstość zaludnienia wynosiła 122 osób/km² (wśród 3020 gmin regionu Midi-Pireneje Bouloc plasuje się na 154. miejscu pod względem liczby ludności, natomiast pod względem powierzchni na miejscu 614.).

## Kościół "Notre Dame"

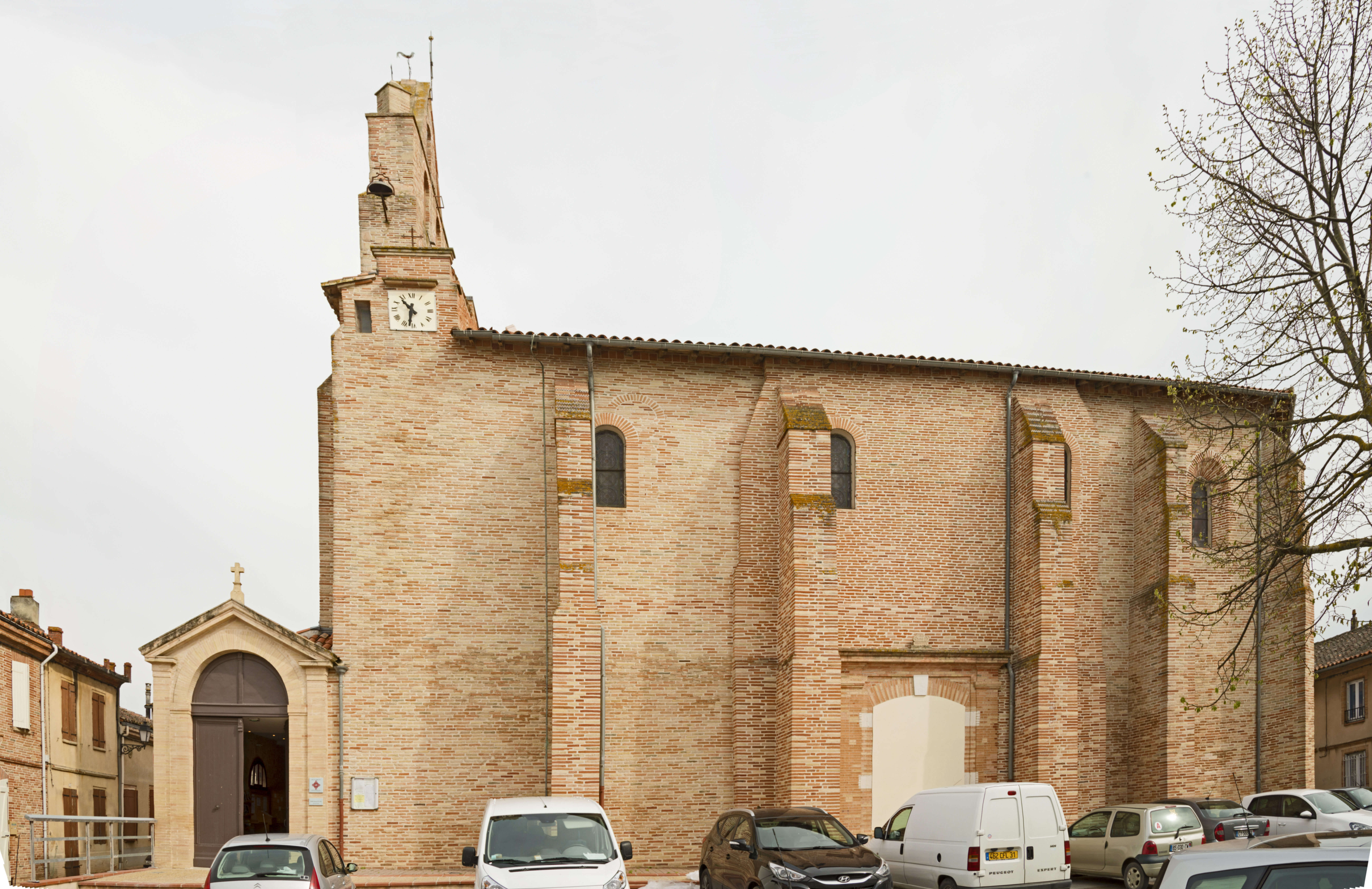
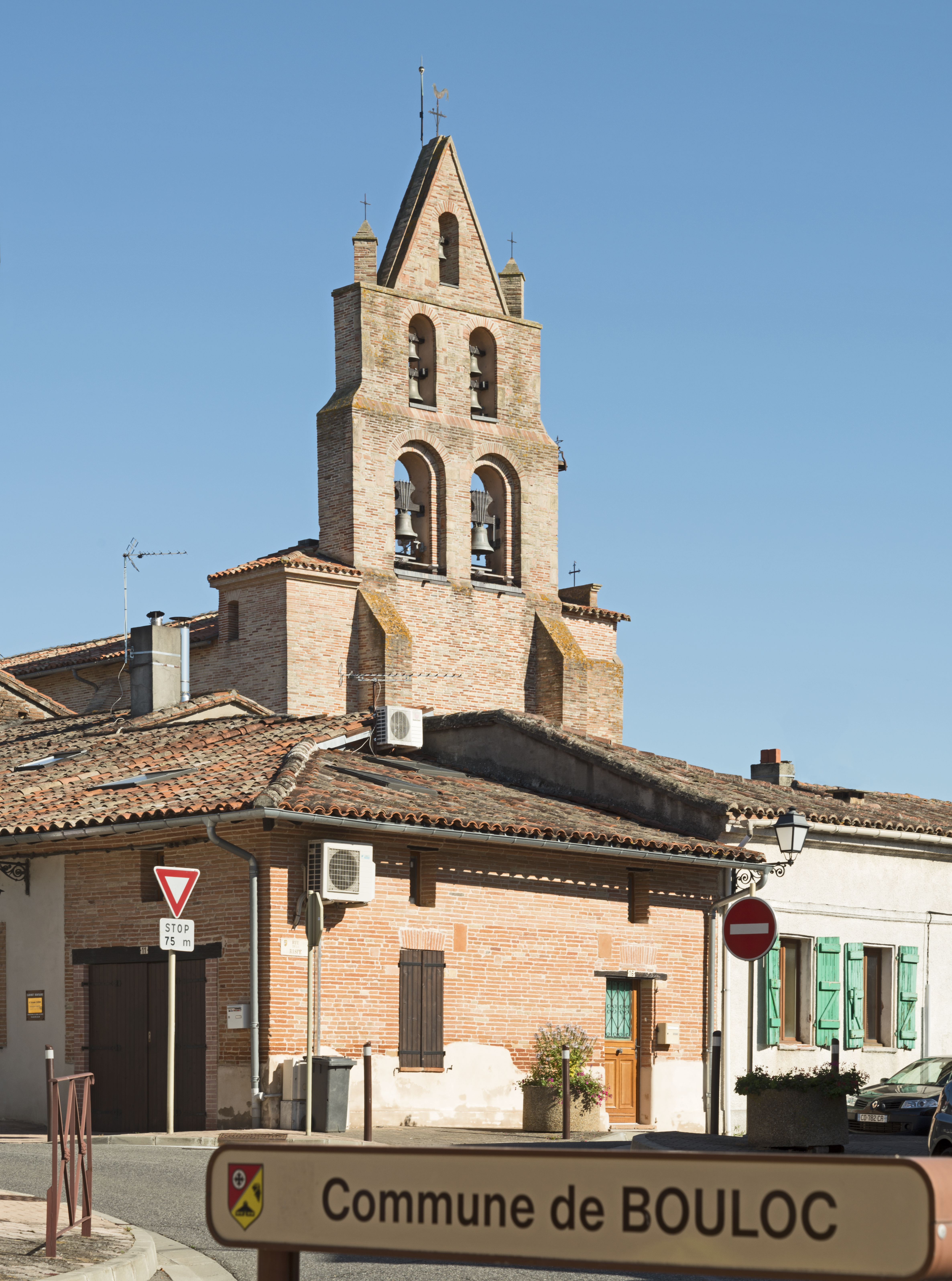
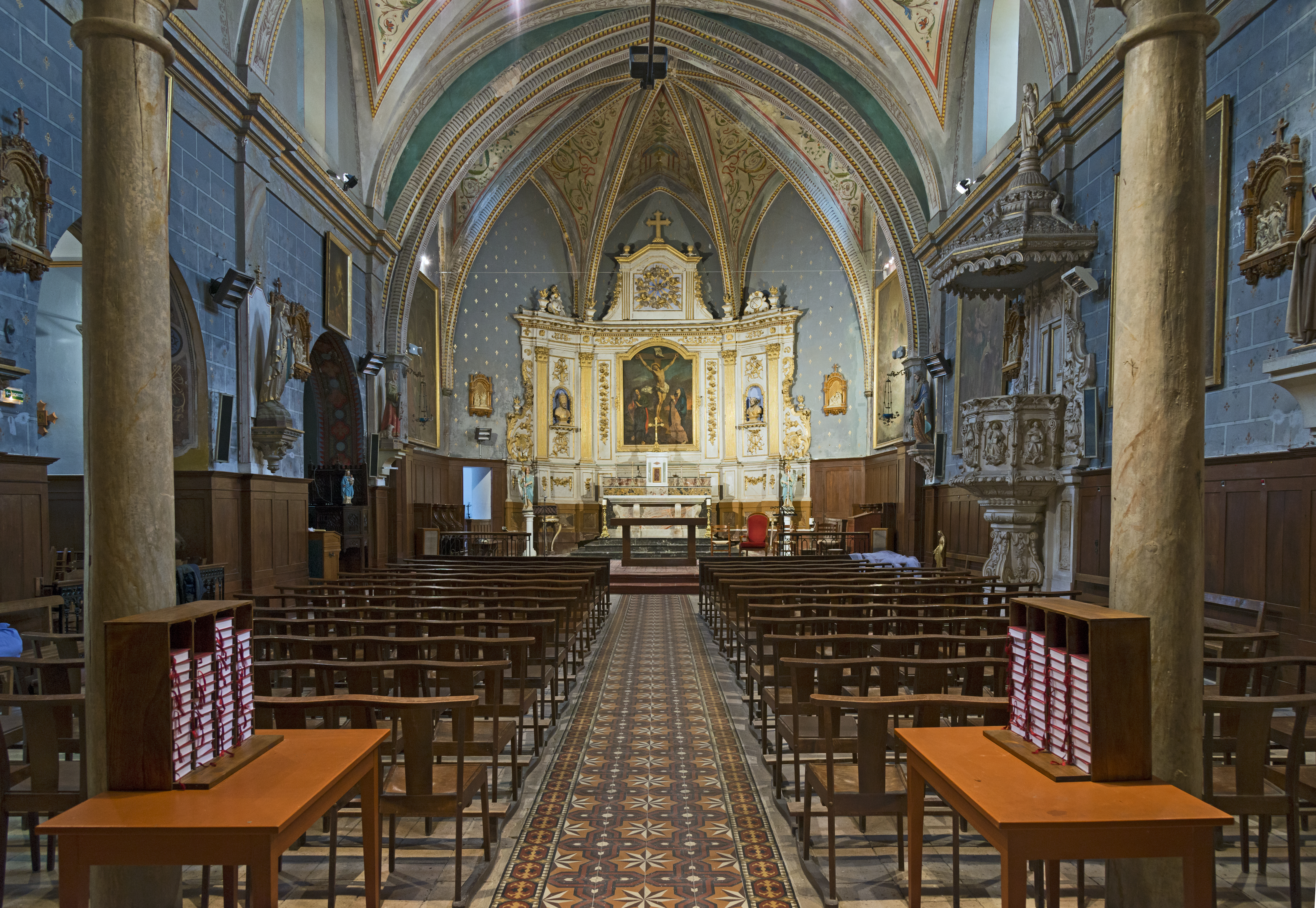
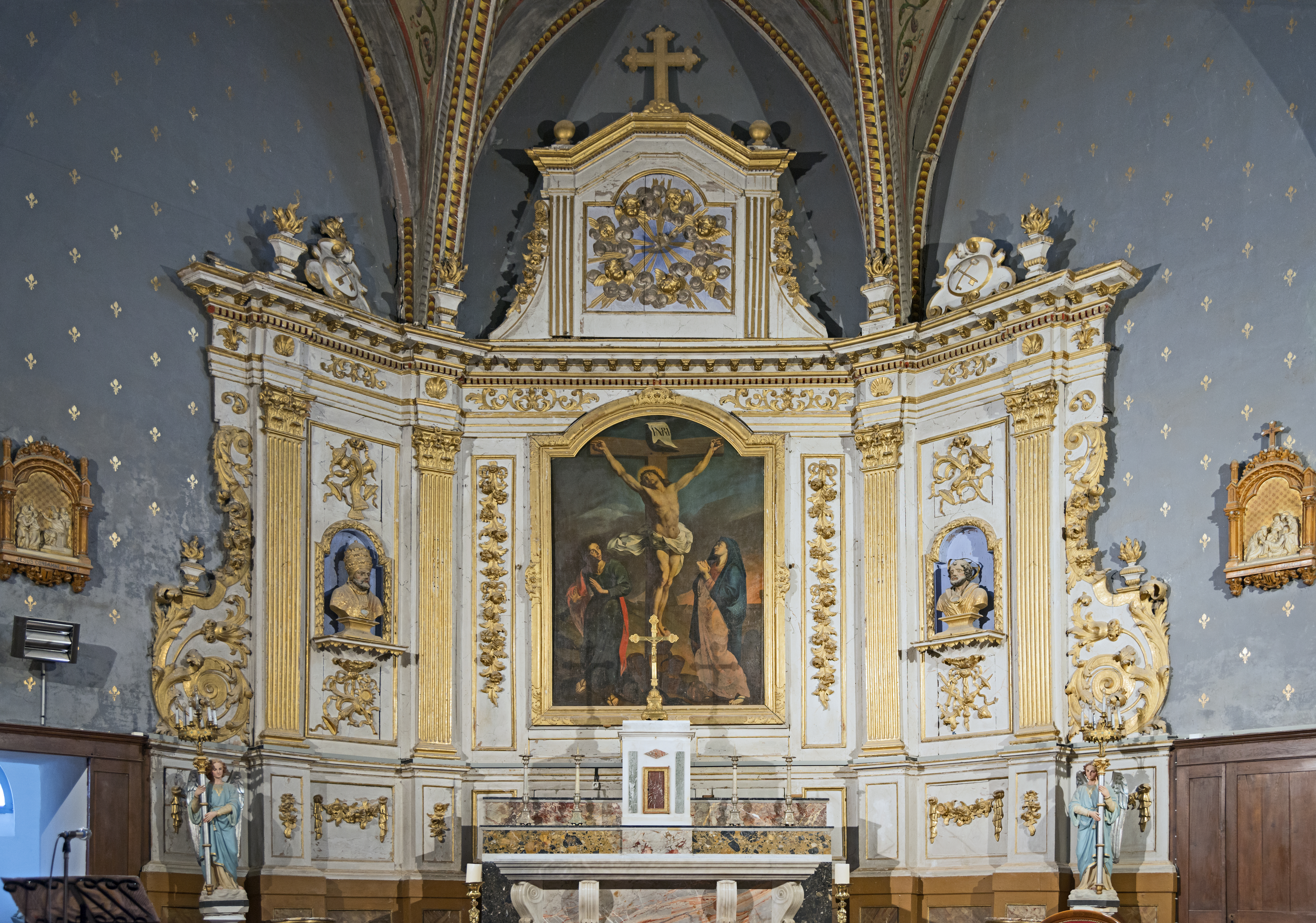
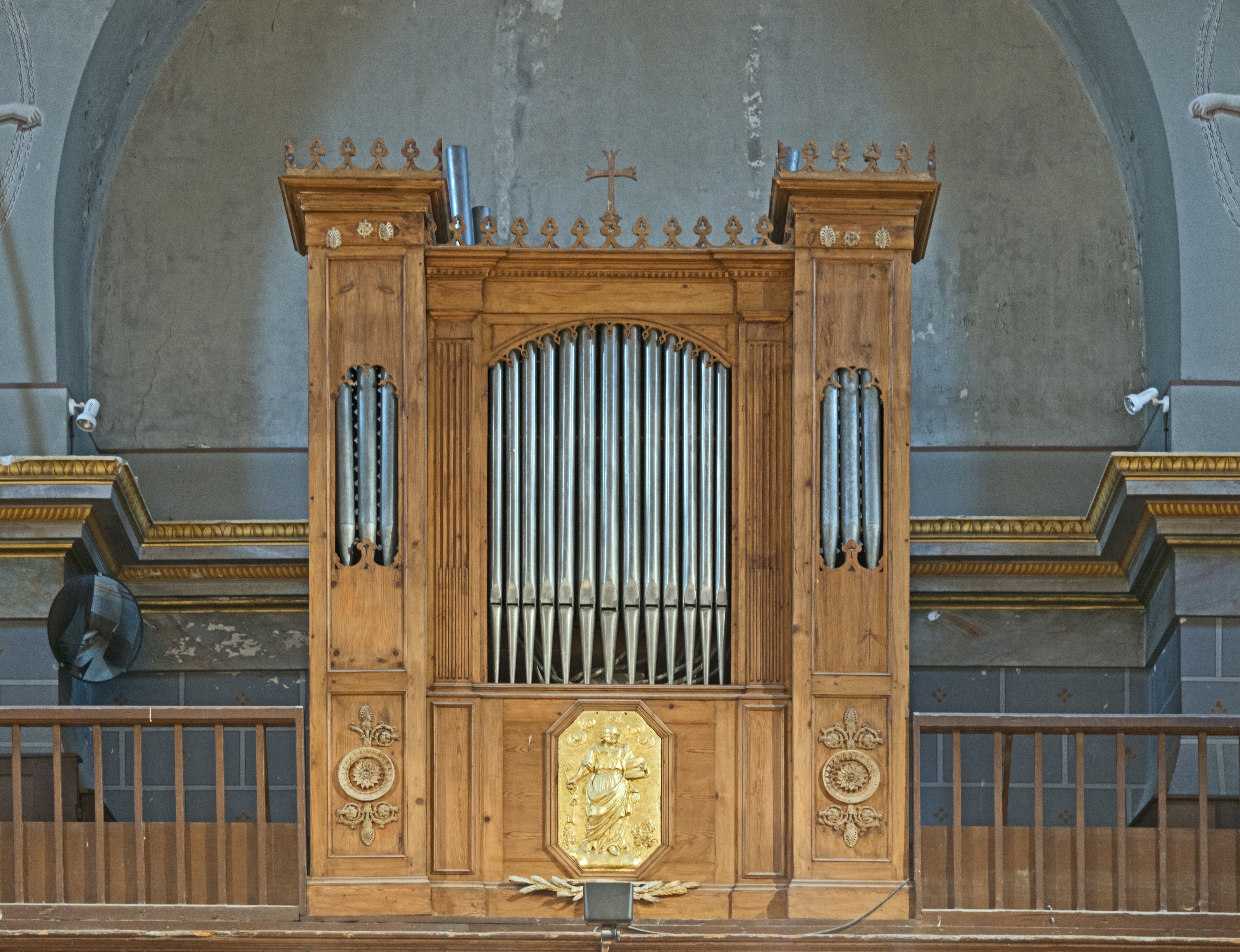
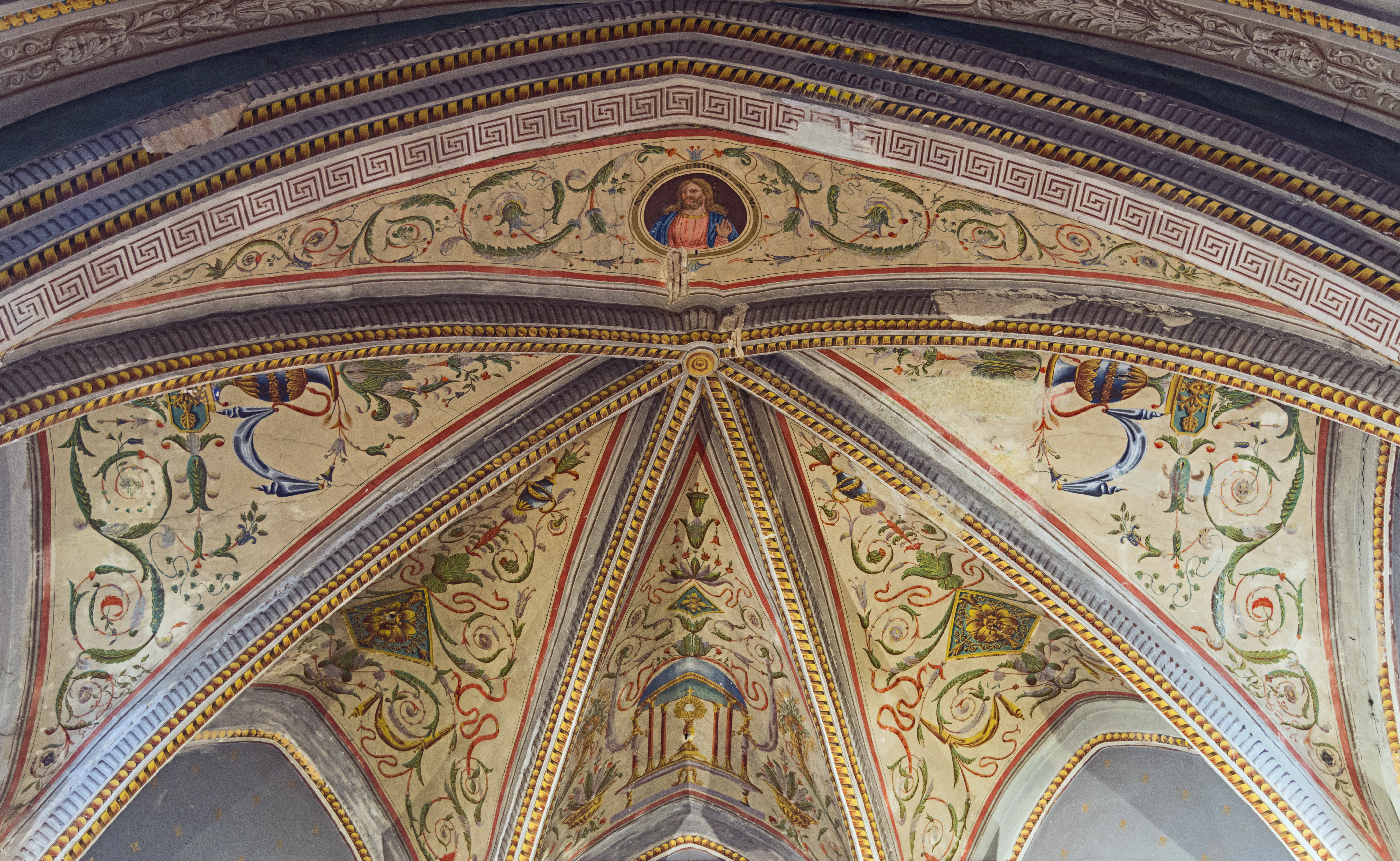